# Liste der Biografien/Muller, G
Liste der Biografien |
Portal Biografien |
G Personensuche
# |
A |
B |
C |
D |
E |
F |
G |
H |
I |
J |
K |
L |
M |
N |
O |
P |
Q |
R |
S |
T |
U |
V |
W |
X |
Y |
Z |
?
 
Ma |
Mb |
Mc |
Md |
Me |
Mf |
Mg |
Mh |
Mi |
Mj |
Mk |
Ml |
Mm |
Mn |
Mo |
Mp |
Mq |
Mr |
Ms |
Mt |
Mu |
Mv |
Mw |
Mx |
My |
Mz
 
Mua |
Mub |
Muc |
Mud |
Mue |
Muf |
Mug |
Muh |
Mui |
Muj |
Muk |
Mul |
Mum |
Mun |
Muo |
Mup |
Muq |
Mur |
Mus |
Mut |
Muu |
Muv |
Muw |
Mux |
Muy |
Muz
 
Mula |
Mulb |
Mulc |
Muld |
Mule |
Mulf |
Mulg |
Mulh |
Muli |
Mulj |
Mulk |
Mull |
Mulm |
Muln |
Mulo |
Mulr |
Muls |
Mult |
Mulu |
Mulv |
Mulw |
Muly |
Mulz
 
Mulla |
Mulle |
Mullg |
Mullh |
Mulli |
Mulln |
Mullo |
Mullr |
Mully
 
Mulled |
Mullej |
Mullem |
Mullen |
Muller |
Mulles |
Mulley
 
Muller, A |
Muller, B |
Muller, C |
Muller, D |
Muller, E |
Muller, F |
Muller, G |
Muller, H |
Muller, I |
Muller, J |
Muller, K |
Muller, L |
Muller, M |
Muller, N |
Muller, O |
Muller, P |
Muller, Q |
Muller, R |
Muller, S |
Muller, T |
Muller, U |
Muller, V |
Muller, W |
Muller, X |
Muller, Y |
Muller, Z |
Mullera |
Mullerb |
Mullerh |
Mullerl |
Mullerp |
Mullers |
Mullerw |
Mullery
Die Liste der Biografien führt alle Personen auf, die in der deutschsprachigen Wikipedia einen Artikel haben. Dieses ist eine Teilliste mit 160 Einträgen von Personen, deren Namen mit den Buchstaben „Muller, G“ beginnt.

## Muller, G

### Muller, Ga
- Müller, Gabi (* 1974), Schweizer Kanutin
- Müller, Gabriel (* 1688), deutscher Maler
- Müller, Gabriele (* 1959), deutsche Kommunalpolitikerin und Bürgermeisterin
- Muller, Gary (* 1964), südafrikanischer Tennisspieler

### Muller, Ge
- Müller, Gebhard (1900–1990), deutscher Politiker (CDU), MdL, Ministerpräsident von Baden-Württemberg, MdB, Richter des BundesverfassungsgerichtsGebhard Müller (1900–1990)

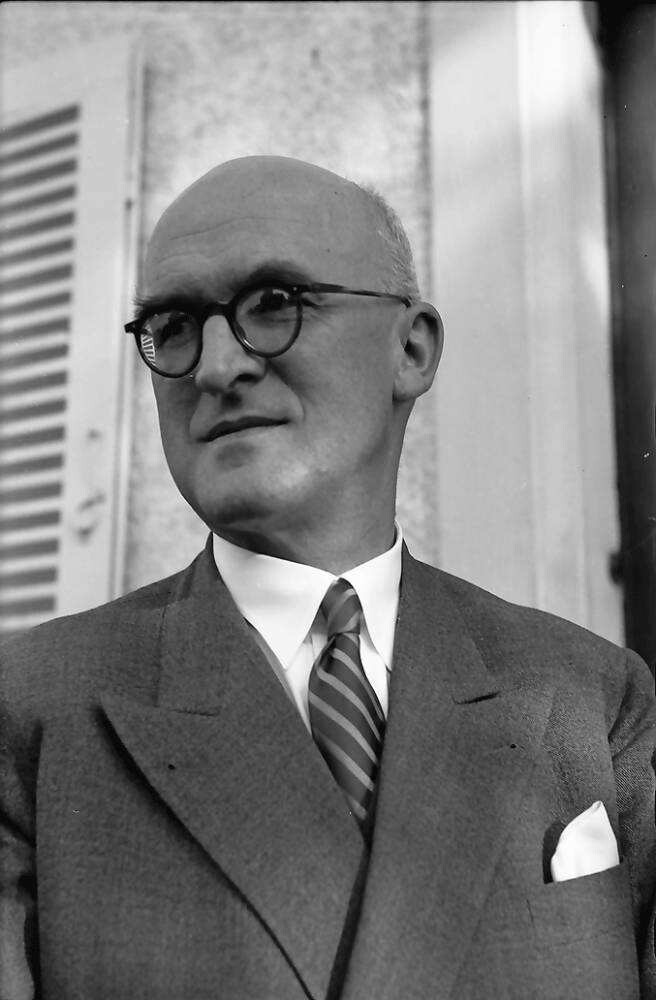
Gebhard Müller (1900–1990)

- Müller, Gebhard (* 1944), deutscher Politiker (CDU), MdL
- Muller, Geoffrey (1916–1994), britischer Filmeditor und Filmregisseur
- Müller, Georg († 1556), neunter Abt der Reichsabtei Ochsenhausen
- Müller, Georg († 1608), Pastor und Literat in Tallinn
- Müller, Georg (1766–1836), nassauischer Landesbischof und Politiker
- Müller, Georg (1767–1847), hannoverscher Generalmajor und zuletzt Kommandant von Celle
- Müller, Georg (* 1790), Offizier in österreichischen, französischen und niederländischen Diensten
- Müller, Georg (1803–1863), österreichischer Kirchenmusiker und Komponist
- Müller, Georg (1804–1868), Landtagsabgeordneter Waldeck
- Müller, Georg (1805–1898), deutscher Theologe, Evangelist und Waisenhausleiter
- Müller, Georg (1808–1855), deutscher Geiger
- Müller, Georg (1815–1884), Bürgermeister und Abgeordneter
- Müller, Georg (1849–1897), deutscher Verwaltungsbeamter
- Müller, Georg (1857–1921), deutscher Kunsthändler und -sammler
- Müller, Georg (1868–1945), deutscher Richter
- Müller, Georg (1877–1917), deutscher Verleger
- Müller, Georg (1889–1959), deutscher Politiker (HBB) und hessischer Abgeordneter
- Müller, Georg (* 1892), deutscher Politiker (NSDAP), MdR
- Müller, Georg (1893–1978), deutscher Historiker, Germanist, Philosoph und Pädagoge
- Müller, Georg (1917–2004), deutscher Agrarwissenschaftler
- Müller, Georg (* 1930), deutscher Mineraloge
- Müller, Georg (* 1942), Schweizer Rechtswissenschafter
- Müller, Georg (1951–2015), deutscher römisch-katholischer Bischof und Prälat der Prälatur Trondheim in Norwegen
- Müller, Georg Alexander von (1854–1940), deutscher Admiral im Ersten Weltkrieg sowie Chef des MarinekabinettsGeorg Alexander von Müller (1854–1940)

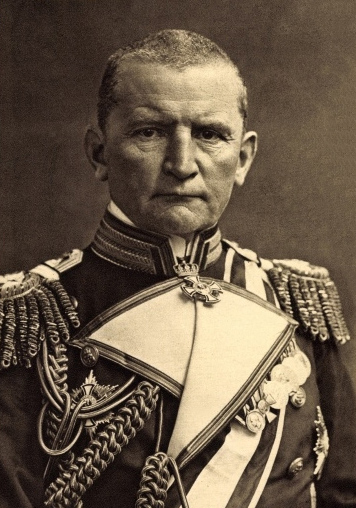
Georg Alexander von Müller (1854–1940)

- Müller, Georg Clemens (1875–1920), Landtagsabgeordneter
- Müller, Georg Elias (1850–1934), deutscher Psychologe
- Müller, Georg Emil (1857–1928), deutscher Orgelbauer und Harmonium-Hersteller
- Müller, Georg Franz (1646–1723), elsässischer Weltreisender
- Müller, Georg Friedrich (1804–1892), Württemberger Arzt, Homöopath und Sozialreformer
- Müller, Georg Friedrich von (1760–1843), Hofrat
- Müller, Georg Gottfried (1762–1821), amerikanischer Kirchenkomponist deutscher Herkunft
- Müller, Georg Heinrich von (1750–1820), Hochschullehrer und Prälat und Generalsuperintendent von Heilbronn
- Müller, Georg Wilhelm (1738–1814), Ratsherr der Hansestadt Lübeck
- Müller, Georg Wilhelm (1785–1843), deutscher Artillerieoffizier, Geodät und Lehrer
- Müller, Georg Wilhelm (1909–1989), deutscher nationalsozialistischer Studentenführer, Propagandist und SS-Oberführer
- Müller, George (* 1831), deutscher Fotograf und Lithograf
- Müller, George (* 1951), Schweizer und Brasilianer Honorargeneralkonsul von Japan in Zürich
- Muller, Gerard Gustaaf (1861–1929), niederländischer Maler, Zeichner und Aquarellist
- Müller, Gerd (1940–2003), deutscher Politiker (SPD), MdL
- Müller, Gerd (1941–2020), deutscher Radsporttrainer
- Müller, Gerd (1945–2021), deutscher FußballspielerGerd Müller (1945–2021)
- Müller, Gerd (* 1952), deutscher Autor

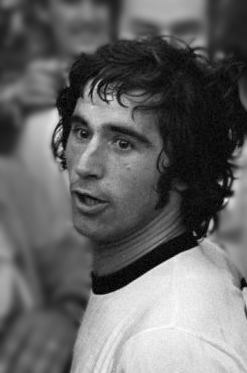
Gerd Müller (1945–2021)

- Müller, Gerd (* 1954), deutscher Fußballspieler
- Müller, Gerd (* 1955), deutscher Politiker (CSU), MdEP, MdBGerd Müller (* 1955)

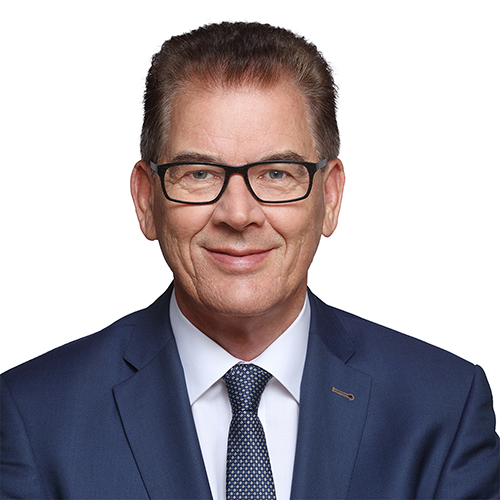
Gerd Müller (* 1955)

- Müller, Gerd A. (1932–1991), deutscher Industriedesigner
- Müller, Gerd B. (* 1953), österreichischer Evolutionsbiologe
- Müller, Gerd K. (1929–2012), deutscher Botaniker
- Müller, Gerda (1894–1951), deutsche Schauspielerin
- Müller, Gerda (* 1944), deutsche Juristin, Richterin am Bundesgerichtshof
- Müller, Gerda (* 1966), deutsche Fernseh- und Filmproduzentin
- Müller, Gerfrid G. W. (* 1960), deutscher Altorientalist
- Müller, Gerhard (1876–1957), deutscher Jurist
- Müller, Gerhard (1882–1953), deutscher Politiker (KPD), MdL
- Müller, Gerhard (1894–1981), deutscher Admiralarzt der Kriegsmarine
- Müller, Gerhard (1907–1988), deutscher klassischer Philologe
- Müller, Gerhard (* 1912), deutscher Landrat
- Müller, Gerhard (1912–1997), deutscher Jurist
- Müller, Gerhard (1915–1985), Schweizer Ingenieur
- Müller, Gerhard (* 1920), deutscher Politiker (NDPD), MdV
- Müller, Gerhard (1920–2020), deutscher Politiker
- Müller, Gerhard (1928–2018), deutscher Fußballspieler
- Müller, Gerhard (1928–2020), deutscher Politiker (SED), MdV
- Müller, Gerhard (1929–2024), deutscher evangelischer Theologe und ehemaliger Landesbischof der Evangelisch-Lutherischen Landeskirche in Braunschweig
- Müller, Gerhard (1940–2002), deutscher Geophysiker
- Müller, Gerhard (1941–2023), deutscher Admiral (DDR)
- Müller, Gerhard (1946–2018), deutscher Jurist, Richter am Bundesgerichtshof a. D.
- Müller, Gerhard (* 1948), deutscher Terrorist der RAF
- Müller, Gerhard (* 1950), österreichischer Hochschullehrer, Maler, Grafiker und Kunstpädagoge
- Müller, Gerhard (* 1953), deutscher Schachspieler
- Müller, Gerhard (* 1954), deutscher Eishockeyspieler und -schiedsrichter
- Müller, Gerhard (* 1961), deutscher Automobilrennfahrer
- Müller, Gerhard Andreas (1718–1762), deutscher Gelehrter und Hochschullehrer
- Müller, Gerhard Friedrich (1705–1783), deutscher Sibirienforscher
- Müller, Gerhard Kurt (1926–2019), deutscher Maler, Grafiker und Bildhauer
- Müller, Gerhard Ludwig (* 1947), deutscher Geistlicher, römisch-katholischer Theologe und Kardinal der römischen KurieGerhard Ludwig Müller (* 1947)

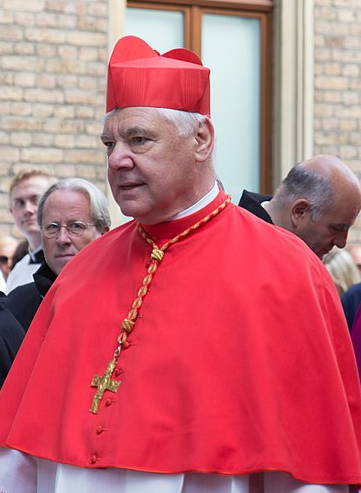
Gerhard Ludwig Müller (* 1947)

- Müller, Geri (* 1960), Schweizer Politiker (Grüne)
- Muller, Germain (1923–1994), französischer Kulturpolitiker, Kabarettist und Dichter
- Müller, German (1930–2007), deutscher Geologe und Umweltgeochemiker
- Müller, Germar (1929–2019), deutscher Elektroingenieur und Hochschullehrer
- Müller, Gernot (* 1941), deutscher Germanist und Literaturwissenschaftler
- Müller, Gernot Michael (* 1970), deutscher Klassischer Philologe
- Müller, Gerrit (* 1984), deutscher Fußballspieler und -trainer
- Müller, Gert Heinz (1923–2006), deutscher Mathematiker
- Müller, Gertrud (1893–1970), deutsche Politikerin (Sozialdemokratische Partei der Freien Stadt Danzig)
- Müller, Gertrud (1911–1992), deutsche Politikerin (SPD)
- Müller, Gertrud (1915–2007), deutsche Widerstandskämpferin
- Müller, Gertrude (1916–1944), österreichische Kontoristin und Widerstandskämpferin
- Müller, Gesine (* 1973), deutsche Romanistin

### Muller, Gh
- Muller, Ghislain (* 1950), französischer Jazzmusiker (Vibraphon, Komposition)

### Muller, Gi
- Müller, Gilles (* 1983), luxemburgischer TennisspielerGilles Müller (* 1983)

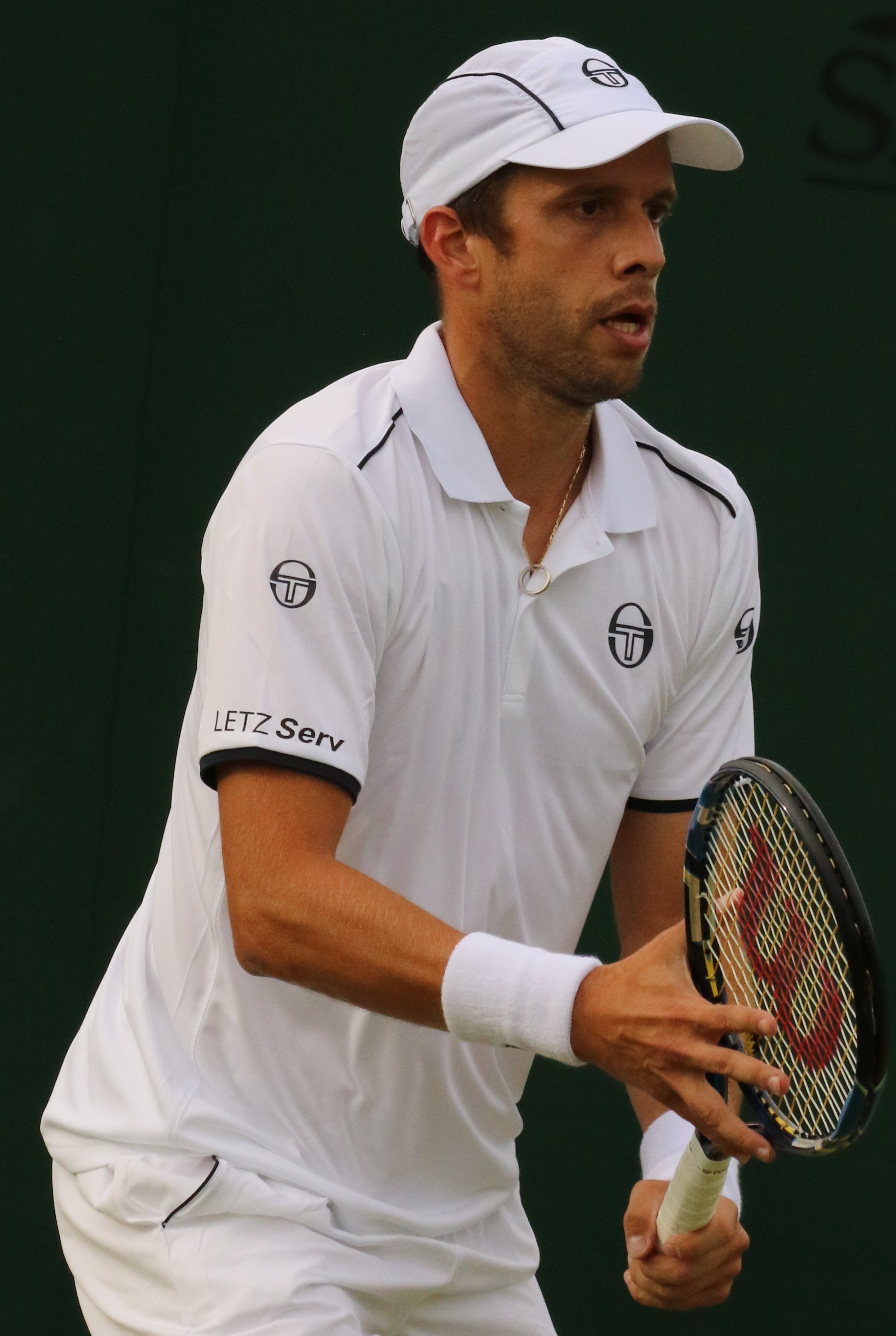
Gilles Müller (* 1983)

- Müller, Gin (* 1971), österreichischer Theaterwissenschaftler, Künstler, Dramaturg, Regieassistent und Hochschullehrer
- Müller, Giovanni (1890–1970), Schweizer Maler und Holzschneider
- Müller, Gisela (* 1963), deutsche Schauspielerin und Sängerin
- Müller, Gitti (* 1956), deutsche Journalistin, Autorin und Ethnologin

### Muller, Go
- Müller, Gosbert (1934–2024), deutscher Kriminalbeamter
- Müller, Gottfried (1577–1654), Kanzler des Fürstentums Anhalt
- Müller, Gottfried (1903–1953), österreichischer Dramaturg
- Müller, Gottfried (1910–1991), deutscher Volkswirt, Raum- und Landesplaner
- Müller, Gottfried (1914–1993), deutscher Komponist und Organist
- Müller, Gottfried (* 1934), deutscher Politiker (CDU) und MdL (Thüringen), Minister für Medienpolitik der DDR (1990)Gottfried Müller (* 1934)

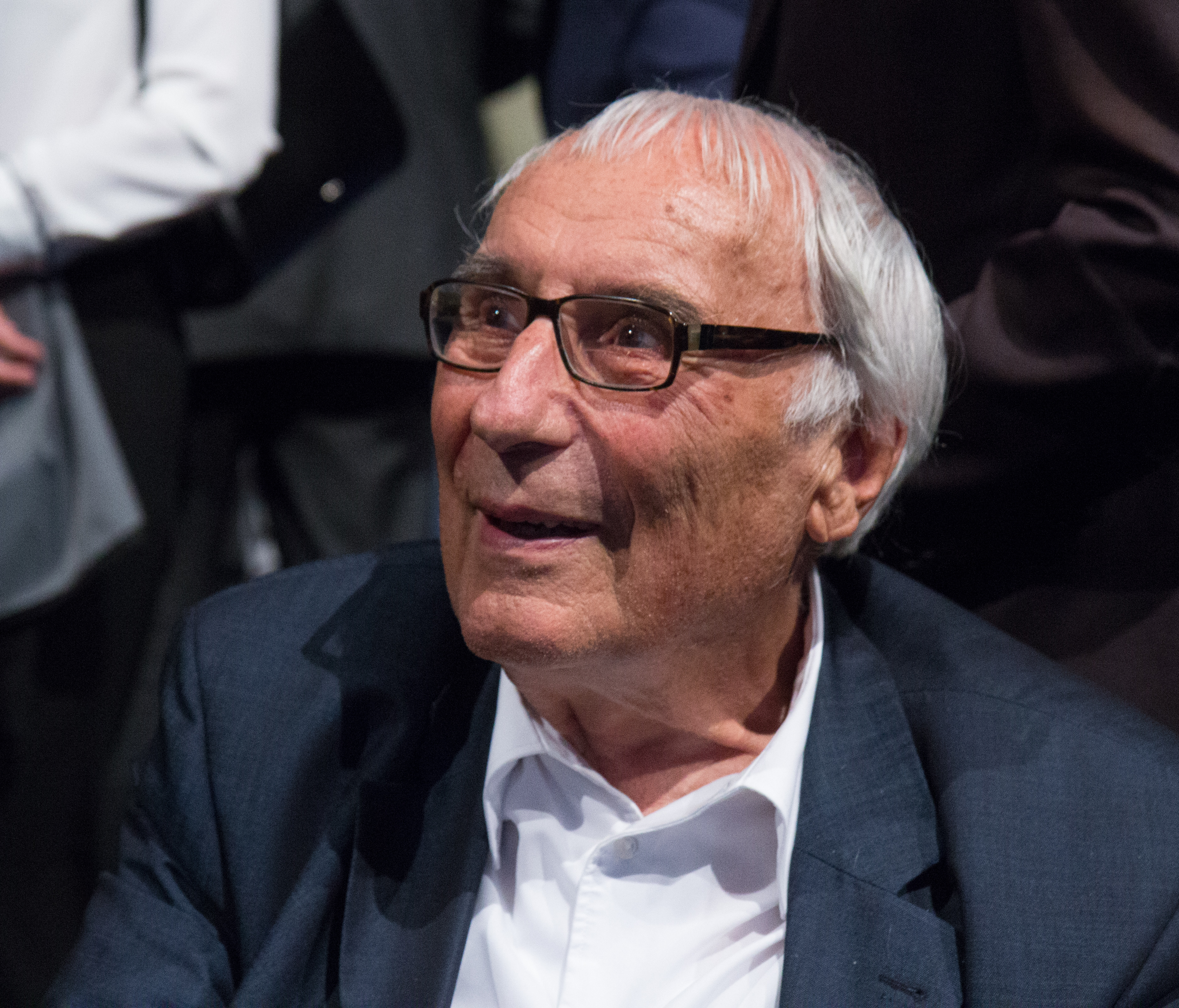
Gottfried Müller (* 1934)

- Müller, Gottfried Adrian (1710–1778), preußischer Kammerrat und Naturforscher
- Müller, Gottfried Ernst Andreas (1748–1815), preußischer Verwaltungsjurist und Freimaurer
- Müller, Gottfried Wilhelm (1709–1799), deutscher Mediziner und Mineraloge
- Müller, Gotthard Christoph (1740–1803), deutscher Kupferstecher, Ingenieur, Militärwissenschaftler, Mathematiker, Topograph und Autor
- Müller, Gotthold (1795–1882), dänischer Generalmajor
- Müller, Gotthold (1904–1993), deutscher Verleger
- Müller, Gottlieb (1721–1793), deutscher evangelischer Theologe
- Müller, Gottlieb (1883–1929), Schweizer Lithograf, Maler und Radierer
- Müller, Gottlob (1895–1945), deutscher Offizier in der Luftwaffe der Wehrmacht während des Zweiten Weltkriegs
- Müller, Gottlob Wilhelm (1790–1875), deutscher evangelischer Theologe und Pädagoge

### Muller, Gr
- Müller, Greg (* 1971), kanadisch-deutscher Eishockey- und Pokerspieler
- Müller, Gregor, österreichischer Pokerspieler
- Müller, Gregor (1842–1934), österreichischer Ordenspriester, Redakteur und Historiker
- Müller, Grete (1920–2004), Schweizer Tänzerin und Choreographin
- Müller, Grit (* 1973), deutsche Schwimmerin
- Müller, Grit (* 1984), deutsche Volleyballspielerin

### Muller, Gu
- Müller, Gudrun, deutsche Tischtennisspielerin
- Müller, Guido (1875–1963), Schweizer Politiker (SP)
- Müller, Guido (* 1937), österreichischer Geograph
- Müller, Guido (1957–2022), deutscher Historiker
- Müller, Guido (* 1966), deutscher Beamter und Vizepräsident des BND
- Müller, Guilherme (1877–1935), brasilianischer römisch-katholischer Geistlicher und Bischof von Barra do Piraí
- Müller, Gunnar (* 1950), deutscher Diskuswerfer
- Müller, Günter, deutscher Kameramann
- Müller, Günter (* 1927), deutscher Gewerkschafter und Politiker (SED), MdV
- Müller, Gunter (1939–2020), österreichisch-deutscher Germanist
- Müller, Günter (* 1948), deutscher Wirtschaftsinformatiker
- Müller, Günter (* 1954), deutscher Improvisationsmusiker
- Müller, Günter F. (1946–2023), deutscher Wirtschaftspsychologe
- Müller, Günter H. (* 1949), deutscher Komponist
- Müller, Günther (1890–1957), deutscher Germanist
- Müller, Günther (1925–2020), deutscher Dirigent, Musikpädagoge und Musikwissenschaftler
- Müller, Günther (1934–1997), deutscher Historiker und Politiker (SPD, CSU), MdB, MdEP
- Müller, Gustav (1799–1855), deutscher Geiger
- Müller, Gustav (1820–1889), deutscher Kaufmann, königlich-belgischer Konsul und Mitglied des Reichstags des Norddeutschen Bundes
- Müller, Gustav (1823–1875), deutscher Kaufmann und Politiker (DP), MdR
- Müller, Gustav (1827–1904), deutscher Architekt
- Müller, Gustav (1851–1925), deutscher Astronom
- Müller, Gustav (1860–1921), Schweizer Politiker
- Müller, Gustav (1866–1929), deutscher Beamter und Staatssekretär
- Müller, Gustav (1871–1943), deutscher Jurist und Präsident des Bayerischen obersten Landesgerichts
- Müller, Gustav (1873–1936), österreichischer Schauspieler, Regisseur und Theaterleiter
- Müller, Gustav (1875–1946), deutscher Politiker (SPD, USPD, KPD), MdR
- Müller, Gustav (* 1886), deutscher Landrat
- Müller, Gustav (1898–1970), deutscher Politiker (CDU), MdL
- Müller, Gustav (1906–1987), österreichischer Architekt
- Müller, Gustav (1908–1973), deutscher Politiker (GB/BHE), MdL
- Müller, Gustav (1919–1980), deutscher Schauspieler und Kabarettist
- Müller, Gustav (1921–1988), deutscher Provinzialrömischer Archäologe
- Müller, Gustav Adolf (1828–1901), deutscher Maler
- Müller, Gustav Adolf (1866–1928), deutscher Schriftsteller, Journalist und Pädagoge
- Müller, Gustav Alfred (1895–1978), deutscher Maler, Grafiker und Lithograf
- Müller, Gustav Heinrich von (1664–1719), schwedischer Diplomat und Hofkanzler
- Müller, Gustav Otto (1827–1922), deutscher Militär-, Landschafts- und Genremaler, Kopist und Kunsthistoriker
- Müller, Gustl (1903–1989), deutscher Skisportler